# Célébrité d'Internet

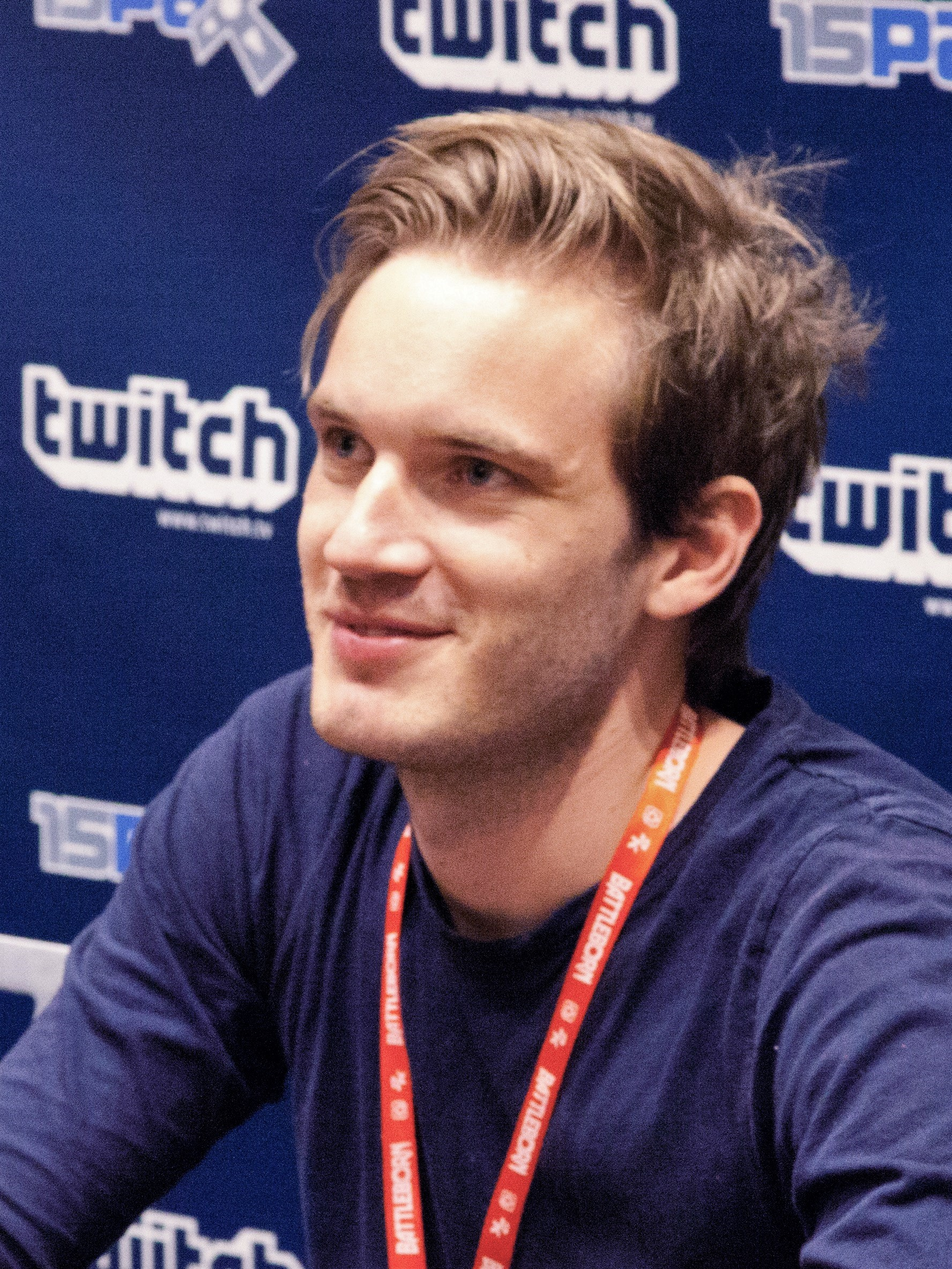
Un des influenceurs (vlogueur) les plus connus, PewDiePie (111 millions d'abonnés sur YouTube en janvier 2024).

Une célébrité d'Internet, aussi appelée influenceur ou influenceuse, est une personnalité qui accède à la notoriété via internet.

## Histoire
Avec l'avènement des réseaux sociaux, des blogs et des vidéos en ligne, certaines personnalités ont amélioré leur visibilité et leur influence sur l'Internet et sur certains réseaux sociaux, parfois à l'échelle mondiale.
Il s'agit parfois de personnes ordinaires (et non des personnalités célèbres) qui publient des contenus sur leurs centres d'intérêts en partenariat avec des entreprises et des marques. Au début des années 2020, les célébrités d'internet les plus influentes sont présentes sur des sites populaires comme Instagram, YouTube, Snapchat et TikTok.

## Aspects commerciaux
Des entreprises recrutent des célébrités pour mener des opérations de marketing d'influence : 

à travers leurs réseaux sociaux, les influenceurs font la promotion de marques et/ou de produits auprès de leurs abonnés et de leurs fans : ce sont les influenceurs numériques.

## Autres aspects
Il arrive que des célébrités d'internet se comportent comme des coaches qui font la promotion de certains comportements ou de modes de vie. Les influenceurs qui s'investissent dans ce domaine peuvent devenir des prescripteurs en matière de mode de vie, de mode, de beauté, de technologies, de jeux vidéo, de politique, de philosophie, de musique, de sports et de loisirs.